# アドルフォ・ペデルネラ
アドルフォ・アルフレッド・ペデルネラ（Adolfo Alfredo Pedernera, 1918年11月15日 - 1995年5月12日）は、アルゼンチン・ブエノスアイレス州アベジャネーダ出身のサッカー選手、サッカー指導者。ポジションはフォワード。1940年代にLa Maquina（機械）と呼ばれたCAリーベル・プレートの一員である。
2000年には、国際サッカー歴史統計連盟により20世紀最高の選手を決めるランキングにおいて南米部門で12位に選ばれた。

## 経歴
若い頃からサッカーの才能に恵まれていたペデルネラは、最初にクルセロス・デ・ラ・プラタというクラブに加入した。しかしすぐにCAウラカンに入団し、1933年にCAリーベル・プレートに加わった。1935年、16歳の若さのペデルネラは同クラブでデビューした。リーベル・プレートには1946年まで在籍し、リーグを5度制した。そのほかアルゼンチン代表でもコパ・アメリカで2度優勝した。
第二次世界大戦によってFIFAワールドカップに出場することはなかったが、リーベル・プレートではアンヘル・ラブルナ、ホセ・マヌエル・モレノ、フェリックス・ロウストウ、フアン・カルロス・ムニョスらと共にプレーした。彼らが所属していた当時のリーベル・プレートは機械のように精密なコンビネーションからLa Maquina（機械）と呼ばれ、1942年には全32試合で84もの得点を挙げた。その後、100万ペソでCAアトランタからオファーを受けた。しかしアトランタに在籍した期間は短く、1年後にはキャリアをスタートさせたCAウラカンへと移った。その後、ミジョナリオスFCのトレーナーがブエノス・アイレスにやって来た時にミジョナリオスでプレーするようペデルネラを説得し、1949年6月8日にミジョナリオスの一員となった。6月10日に本拠地ボゴタに到着、5,000人のファンが歓迎した。
6月25日に行われたミジョナリオスでの初試合となるCDカルダス戦では3-0のスコアで勝利した。その試合後、ボゴタの報道機関はペデルネラについて「El Maestro（巨匠）」と紹介した。アルフレッド・ディ・ステファノらと共に、1949年のリーグタイトル獲得に貢献。デポルティーボ・カリとのプレーオフでは、ペデルネラは2つの決定的なゴールを決めた。監督の退任後は選手兼任監督を務め、1951年からコロンビアリーグ3連覇を果たすと共に1953年にはコロンビアカップも手にした。この時期のミジョナリオスは、CAウラカンやクラブ・ボリバル、SKラピード・ウィーン、1952年、1953年とアルゼンチンリーグを連覇したリーベル・プレートなどの強豪を破った。
1952年3月、当時33歳だったペデルネラはミジョナリオスのヨーロッパツアーに帯同し、エスタディオ・チャマルティンで行われたレアル・マドリードとの親善試合に参加し4-2のスコアで勝利。レアル・マドリードは再戦を求めたが、2度目の試合でも再び敗戦した。1953年、ペケーニャ・コパ・デル・ムンド（現在のインターコンチネンタルカップ）でもクラブを勝利に導いた。
1954年、不法な所属選手達は元々在籍したクラブに戻り、ペデルネラもCAウラカンへと戻った。1955年に現役を引退。
引退後はナシオナル・モンテビデオ、クラブ・デ・ヒムナシア・イ・エスグリマ・ラ・プラタ、CAインデペンディエンテ、ボカ・ジュニアーズ、アメリカ・デ・カリ、そして現役時代に約10年所属したリーベル・プレートなどの指揮を執り、コロンビア代表やアルゼンチン代表などの監督も務めた。しかし、ペデルネラが率いたアルゼンチン代表は1970年W杯予選において敗退を喫し、参加大会ではアルゼンチン唯一の予選敗退をしてしまった。

## タイトル

### クラブ
リーベル・プレート
- アルゼンチンリーグ : 1936, 1937, 1941, 1942, 1945

ミジョナリオス
- コロンビアリーグ : 1949, 1951, 1952, 1953
- コパ・コロンビア : 1953

### 代表
アルゼンチン代表
- 南米選手権 : 1941, 1945